# Haut-Nkam
Departament Haut-Nkam – departament w Regionie Zachodnim w Kamerunie ze stolicą w Bafang. Na powierzchni 958 km² żyje około 203,2 tys. mieszkańców.